# Ameca splendens
Ameca splendens é um peixe com óssos do monotipo género Ameca da família Goodeidae. Antigamente, era encontrada em toda a drenagem do rio Ameca, no México; o tipo de localidade é o rio Teuchitlán nas imediações de Teuchitlán, Jalisco. A espécie só foi alguma vez encontrada em uma área de cerca de 10 milhas (15 km) de diâmetro.
Actualmente, a espécie é considerada extinta na natureza pela IUCN, embora esta avaliação esteja obsoleta: uma população remanescente tem sido encontrada a persistir no parque El Rincón, perto da cidade de Ameca. Possivelmente, ele também existe no estado selvagem nos Estados Unidos; indivíduos aparentemente derivados que escaparam depois de introduzidos em cativeiro foram encontrados no sudeste do estado de Nevada. Por algum tempo, era um peixe popular entre os aquaristas, mas a sua procura caiu recentemente, colocando a sua sobrevivência em risco.